# Лонжи, Жорж
Жорж Лонжи (фр. Georges Longy; 29 августа 1868, Абвиль — 30 марта 1930) — французско-американский гобоист.
Окончил Парижскую консерваторию (1886), ученик Жоржа Жилле. В том же году был принят в Оркестр Ламурё, в следующем году играл в оркестре Опера-комик, а в 1888—1898 гг. был первым гобоем в Оркестре Колонна. Участвовал в концертах камерного ансамбля «Новое общество камерной музыки для духовых инструментов» (фр. Société moderne de musique de chambre pour instruments à vent), хотя не был, вопреки встречающимся утверждениям, его сооснователем (в действительности у истоков ансамбля стоял кларнетист Проспер Мимар).
В 1898 г. был срочно вызван в Бостонский симфонический оркестр, первый гобой которого Альбер Вейсс, также ученик Жилле, трагически погиб перед началом концертного сезона. Пульт первого гобоя одного из ведущих американских оркестров Лонжи занимал вплоть до 1925 года, когда после затяжного конфликта с новым руководителем оркестра Сергеем Кусевицким он покинул оркестр и вернулся в Европу. Игра Лонжи в оркестре получила широкое признание критики и слушателей; по утверждению тогдашних газетчиков, во время нью-йоркских гастролей Фрица Крейслера, исполнявшего скрипичный концерт Иоганнеса Брамса с Бостонским симфоническим оркестром, выдающийся скрипач был настолько изумлён красотой гобойного соло в исполнении Лонжи, что опоздал вступить вовремя с собственной сольной партией. «Одним из самых выдающихся музыкантов, которых я когда-либо знал», назвал Лонжи пианист Хесус Мария Санрома.
Одновременно с работой в оркестре Лонжи в 1899—1912 гг. возглавлял Оркестровый клуб Бостона — любительский камерный оркестр, работавший под покровительством и при финансовой поддержке Элизы Холл. Лонжи давал Холл дополнительные уроки как саксофонистке и вместе с ней пропагандировал в концертах Оркестрового клуба французскую музыку в противовес отчётливому преобладанию германского репертуара в программах Бостонского симфонического. Лонжи также выступал посредником в заказах на новую музыку, которые Элиза Холл обращала к ведущим французским композиторам. Сверх того, в 1915 г. Лонжи основал так называемый Клуб Лонжи — группу из пяти музыкантов-духовиков и одного пианиста. Среди заметных событий в истории этого проекта — мировая премьера Сонаты для флейты, арфы и альта Клода Дебюсси 7 ноября 1916 года. В том же 1915 году Лонжи вместе со своей дочерью, пианисткой Рене Лонжи, организовал Школу музыки Лонжи, в которой преподавал на протяжении десятилетия.